# Jean Starobinski
Jean Starobinski (Ginebra, Suiza, 17 de noviembre de 1920-Morges, Suiza, 4 de marzo de 2019) fue un historiador de las ideas y un crítico literario de fama internacional.

## Trayectoria
Sus padres eran médicos. Procedentes de Polonia, se establecieron en 1913 en Ginebra para trabajar en su especialidad. Pese a nacer en Ginebra, Jean Starobinski sólo obtuvo la nacionalidad suiza finalizada su juventud, en 1948.
Durante la Segunda Guerra Mundial, Starobinski participó en el grupo de la revista Lettres, junto con el poeta Pierre-Jean Jouve y el crítico Marcel Raymond. Tuvo una formación, además de políglota, en letras y en ciencias, pues se doctoró en filología y en medicina.
Starobinski ejerció como médico en varios hospitales, como clínico y especialmente en la rama de psiquiatría (1949-1953, 1957-1958), si bien, al haber estudiado también letras en la Universidad de Ginebra —donde se doctoró en ambos campos— fue pronto profesor en la Johns Hopkins, al lado de figuras fundamentales del estudio de la literatura como Georges Poulet y Leo Spitzer.
Siguió luego su carrera literaria, desde 1958, como especialista en Montaigne, Rousseau, Voltaire o Diderot, en la Facultad de Letras de la ciudad donde nació y donde residió como profesor emérito.
Starobinski llegó a configurar un tipo de análisis crítico que se alejaba, sin despreciarlo, del estructuralismo que estaba en primer plano en los sesenta y setenta del siglo XX. De hecho, él fue uno de los representantes destacados de la Escuela crítica de Ginebra, encabezada por Albert Béguin, Georges Poulet, Marcel Raymond y Jean Rousset.
Fue conferenciante europeo y profesor invitado en el Colegio de Francia (1987-1988).
En 2010, confió sus fondos y archivos, formados por más de cuarenta mil libros, a los Archivos literarios de la Biblioteca Nacional de Suiza.

## Los ensayos críticos
Starobinski empezó a escribir muy joven, en 1942, y su obra es muy abundante. Sus perspectivas culturales acerca de la Ilustración partieron de dos ilustrados Montesquieu y sobre todo Jean-Jacques Rousseau: la transparencia y el obstáculo (1957), tuvieron repercusión dentro de la historia de las ideas.
Fue uno de los iniciadores en la segunda mitad del siglo XX, por otro lado, de los estudios médico-culturales sobre la melancolía, que no dio por concluidos hasta 2012. Pero la amplitud de sus intereses fue mucho mayor.
Sus ensayos de crítica literaria, que parten de una erudición contrastada, son tradicionales pero novedosos, dada su uso de diversos estímulos (filológicos, filosóficos, analíticos). Por ese motivo, La relación crítica, Retrato de artista como saltimbanqui, El ojo vivo o Razones del cuerpo, siguen siendo una referencia para analizar los problemas de la interpretación textual.
Su monografía sobre Ferdinand de Saussure, Las palabras bajo las palabras, de 1971, destacó el valor de textos inéditos de Saussure exhumados poco antes. Asimismo ocurre con sus libros sobre la Ilustración: La invención de la libertad, 1789, los emblemas de la razón (libros luego corregidos, en 2006), y El remedio en el mal, con otros textos sobre Rousseau o Voltaire.
Más tarde, en 1982, escribió un Montaigne en mouvement, muy extenso, sobre el ensayista francés. Años después en otra obra amplia, Acción y reacción (1999), Starobinski hizo una revisión de la historia de la ciencia partiendo de ese par de conceptos, aparentemente solo físicos, y atravesando los campos del saber muy diferentes. 
En 2005 publicó una colección de ensayos sobre ópera: Las hechiceras. Todos ellos son, según se afirma al concederle premios como el Goethe, de una infrecuente calidad literaria. Luego, en el siglo XXI, siguió su recopilación de escritos. En un grueso volumen de 2012, L'encre de la mélancolie, reunió variados artículos sobre la melancolía, incluyendo su originario Histoire du traitement de la mélancolie, o los estudios sobre el furor, la desesperación y el delirio. Si no existía el humor negro -base material desde la Antigüedad para los análisis médicos-, sí en cambio queda la tinta oscura del escritor; según Starobinski, "este libro pretende demostrar que la perspectiva de la melancolía puede dar lugar a una gaya ciencia".
Asimismo, en 2012 se imprimieron en París otros dos textos largos, que revisaban trabajos aparecidos sólo en revistas: Accuser et séduire. Jean-Jacques Rousseau, y Diderot, un diable de ramage, que es un estudio anunciado desde muchos lustros atrás sobre el enciclopedista. La mirada de Starobinski sobre diversos ilustrados a lo largo de su vida —Montesquieu, Rousseau y Diderot (también Voltaire, Pinel, o de los autores que figuran en su La invención de la libertad)— parecía culminar con ese par de figuras, Rousseau y Diderot, que expresan la complejidad del siglo XVIII.
Por otro lado, en 2013 dio a una imprenta suiza una selección inédita de escritos sobre crítica textual: Les approches au sens, acompañado por artículos de Colangelo, Bollack y otros. Y en 2016 entregó, para Gallimard, La beauté du monde. La littérature et les arts, que es un volumen de textos varios sobre literatura. 
Uno de sus últimos trabajos versaba sobre la 'conciencia corporal', aparecido en noviembre de 2020

## Libros
- Montesquieu par lui-même, París, Seuil, 1953. Aumentado en 1994.
- Jean-Jacques Rousseau: la transparence et l'obstacle, París, Plon, 1957. Aumentado con "Sept essais sur Rousseau", París, Gallimard, 1971.
- L'œil vivant, París, Gallimard, 1961 (aumentado en 1999).
- Histoire du traitement de la mélancolie, des origines à 1900, Basilea, Geigy, 1960.
- L'Invention de la liberté, Ginebra, Skira, 1964 (Gallimard, 2006, corregido).
- Portrait de l'artiste en saltimbanque, Ginebra, Skira, 1970 (Gallimard, 2004, corregido).
- La relation critique, París, Gallimard, 1970.
- 1789: les emblèmes de la raison, París, Flammarion, 1973; luego, reunido con L'Invention de la liberté, Gallimard, 2006, ambos revisados.
- Trois fureurs. Essais, París, Gallimard, 1974.
- Les mots sous les mots: les anagrammes de Ferdinand de Saussure, París, Gallimard, 1971.
- Montaigne en mouvement, París, Gallimard, 1982.
- Table d'orientation, Lausana, L'Âge d'Homme, 1989.
- Le remède dans le mal. Critique et légitimation de l'artifice à l'âge des Lumières, París, Gallimard, 1989.
- La mélancolie au miroir. Trois lectures de Baudelaire, París, Julliard, 1989.
- Diderot dans l'espace des peintres, París, RMN, 1991.
- Largesse, París, RMN, 1994 (Gallimard, 2007, corregido).
- Action et réaction. Vie et aventures d'un couple, París, Seuil, 1999.
- La poésie et la guerre, chroniques 1942-1944, Ginebra, Zoé, 1999.
- Le poème d'invitation, Ginebra, La Dogana, 2001.
- Les enchanteresses, París, Seuil, 2005.
- La parole est moitié à celuy qui parle..., entrevistas con Gérard Macé, Ginebra, La Dogana, 2009.
- L'encre de la mélancolie, París, Seuil, 2012, con todos sus textos melancólicos.
- Accuser et séduire. Jean-Jacques Rousseau, París, Gallimard, 2012.
- Diderot, un diable de ramage, París, Gallimard, 2012.
- Les approches au sens, Ginebra, La Dogana, 2013, ensayos.
- Interrogatoire du masque, París, Galilée, 2014.
- La beauté du monde. La littérature et les arts, París, Gallimard, Quarto, 2016.
- Le Corps et ses raisons, 2020, éd. Le Seuil, Librairie du 20ème siècle, ISBN 2021238407.

### Traducciones de su obra
- Montesquieu, México, FCE, 1989.
- Jean-Jacques Rousseau: la transparencia y el obstáculo, Madrid, Taurus, 1983.
- Historia del tratamiento de la melancolía desde los orígenes hasta 1900, Basilea, Geigy, 1962.
- Historia de la medicina, Madrid, Continente, 1965.
- La posesión demoníaca. Tres estudios, Madrid, Taurus, 1975.
- La invención de la libertad, Barcelona, Carroggio, 1964.
- La relación critica: psicoanalisis y literatura, Madrid, Taurus, 1974.
- 1789: los emblemas de la razón, Madrid, Taurus, 1988.
- Las palabras bajo las palabras, Barcelona, Gedisa, 1996.
- "Habla Demócrito", prólogo a Robert Burton, Anatomía de la melancolía, Madrid, AEN, 1997 y 2003.
- Razones del cuerpo, Valladolid, cuatro.ediciones, 1999. Primera versión del futuro Le Corps et ses raisons, 2020, éd. Le Seuil, Librairie du 20ème siècle.
- Acción y reacción. Vida y aventuras de una pareja, México, FCE, 2001.
- Remedio en el mal: crítica y legitimación del artificio en la era de las Luces, Madrid, Antonio Machado, 2000.
- El ojo vivo, Valladolid, cuatro.ediciones, 2002.
- Retrato de artista como saltimbanqui, Madrid, Abada, 2007.
- Las hechiceras: poder y seducción en la ópera, Madrid, Akal, 2007.
- La tinta de la melancolía, México, FCE, 2016.

## Premios
Starobinski fue distinguido con los más importantes premios de humanidades:
- Prix de la Tribune, París (1954)
- Prix Femina-Vacaresco (1958)
- Prix Schiller (1961)
- Prix Rambert de la Société Zofingue en Lausana (1965)
- Prix de la Recherche littéraire, Paris (1971)
- Prix Henri de Régnier|Prix Pierre de Régnier de la Académie française (1972)
- Grand prix de Littérature française hors de France (Académie royale de Belgique, 1972)
- Prix du Rayonnement de la langue française de la Académie française (1979)
- Prix quadriennal de la ville, Ginebra (1979)
- Prix européen de l'essai Charles Veillon, Lausana (1983)
- Prix Balzan, Berna-Roma (1984)
- Prix de la Fondation Pierre I de Mónaco (1988)
- Premio Randazzo, Catania (1991)
- Goethe-Preis, Fondation FVS, Hamburgo (1944)
- Prix de la Fondation Egner, Zúrich (1994)
- Premio Grinzane Cavour (1998)
- Grand prix national de l’Écrit, París (1998)
- Premio Nuova Antologia, Lugano (1998)
- Grand prix de la Francophonie, París (1998)
- Karl Jaspers-Preis, Heidelberg (1999)
- Premio de Bellas Artes, Madrid (2009)
- Prix de la Fondation pour Genève (2010)